# Washington Redskins 2001
La stagione 2001 dei Washington Redskins è stata la 70ª della franchigia nella National Football League e la 65ª a Washington. Dopo avere perso tutte le prime cinque partite, la squadra infilò una serie di cinque vittorie consecutive e prima della settimana di pausa nel 14º turno si trovava su un record di 6-6 in corsa per i playoff. Tuttavia, pur avendo giocato meglio dei propri avversari, perse le successive due partite e chiuse su un record di 8-8.

## Roster
| Roster dei Washington Redskins nel 2001 |
| --- |
| Quarterback - 12 Tony Banks - 10 Kent Graham - 18 Sage Rosenfels Running Back - 20 Michael Bates - 32 Donnell Bennett FB - 23 Ki-Jana Carter - 48 Stephen Davis - 47 Bryan Johnson Wide Receiver - 87 Rod Gardner - 83 Kevin Lockett - 34 Eric Metcalf - 88 Derrius Thompson - 82 Michael Westbrook Tight End - 80 Stephen Alexander - 89 Zeron Flemister - 86 Walter Rasby Offensive Linemen - 54 David Brandt G - 66 Matt Campbell G - 62 Ben Coleman G - 76 Jon Jansen T - 52 Cory Raymer C - 60 Chris Samuels T - 75 Alex Sulfsted T - 79 Dave Szott G Defensive Linemen - 74 Donovan Arp DT - 72 Dorian Boose DE - 99 Marco Coleman DE - 91 Delbert Cowsette DT - 92 Jerry DeLoach DT - 90 Kenard Lang DE - 78 Bruce Smith DE - 95 Dan Wilkinson DT Linebacker - 56 LaVar Arrington OLB - 57 Donté Curry - 50 Robert Jones - 53 Eddie Mason OLB - 55 Kevin Mitchell MLB - 58 Antonio Pierce Defensive Back - 24 Champ Bailey CB - 28 Darrell Green CB - 35 Keith Lyle FS - 27 Central McClellion - 26 Ifeanyi Ohalete - 22 Kato Serwanga CB - 29 Sam Shade SS - 21 Fred Smoot CB - 31 David Terrell FS Special Team - 77 Ethan Albright LS - 4 Bryan Barker P - 5 Brett Conway K Lista delle riserve - 59 Shawn Barber OLB (IR) - 51 Mark Fischer C (IR) - 25 Donovan Greer CB (IR) |
| Legenda - I rookie sono in corsivo. - Il primo ruolo è il principale mentre gli eventuali successivi indicano i ruoli secondari. - (IR) sta per Injured Reserve ed indica la lista ristretta per un solo giocatore infortunato che può tornare ad allenarsi dopo la settimana 6 e a rientrare in prima squadra dopo che questa ha giocato 8 partite. - (NF-Inj.) / (NF-Ill.) stanno rispettivamente per Non-Football Injured e Non-Football Illness ed indicano le liste dove viene inserito un giocatore che ha un infortunio o una malattia non dipendente dal football americano. - (PUP) sta per Physically Unable to Perform ed indica la lista dove viene inserito un giocatore mentre è in attesa di recuperare la condizione fisica. Nella stagione regolare dopo la sesta partita giocata dalla propria squadra, il giocatore ha tempo tre settimane per riprendere ad allenarsi, più tre settimane aggiuntive dal suo rientro agli allenamenti per rientrare in prima squadra. |

## Calendario
| Stagione regolare |                    |                        |                    |                    |                            |                    |                    |                    |
| Turno             | Data               | Avversario             | Risultato          | Record             | Stadio                     | Sintesi            |                    |                    |
| 1                 | 9 settembre        | at San Diego Chargers  | S 3–30             | 0–1                | Qualcomm Stadium           | Recap              |                    |                    |
| 2                 | 24 settembre       | at Green Bay Packers   | S 0–37             | 0–2                | Lambeau Field              | Recap              |                    |                    |
| 3                 | 30 settembre       | Kansas City Chiefs     | S 13–45            | 0–3                | FedExField                 | Recap              |                    |                    |
| 4                 | 7 ottobre          | at New York Giants     | S 9–23             | 0–4                | Giants Stadium             | Recap              |                    |                    |
| 5                 | 15 ottobre         | at Dallas Cowboys      | S 7–9              | 0–5                | Texas Stadium              | Recap              |                    |                    |
| 6                 | 21 ottobre         | Carolina Panthers      | V 17–14            | 1–5                | FedExField                 | Recap              |                    |                    |
| 7                 | 28 ottobre         | New York Giants        | V 35–21            | 2–5                | FedExField                 | Recap              |                    |                    |
| 8                 | 4 novembre         | Seattle Seahawks       | V 27–14            | 3–5                | FedExField                 | Recap              |                    |                    |
| 9                 | Settimana di pausa | Settimana di pausa     | Settimana di pausa | Settimana di pausa | Settimana di pausa         | Settimana di pausa | Settimana di pausa | Settimana di pausa |
| 10                | 18 novembre        | at Denver Broncos      | V 17–10            | 4–5                | Invesco Field at Mile High | Recap              |                    |                    |
| 11                | 25 novembre        | at Philadelphia Eagles | V 13–3             | 5–5                | Veterans Stadium           | Recap              |                    |                    |
| 12                | 2 dicembre         | Dallas Cowboys         | S 14–20            | 5–6                | FedExField                 | Recap              |                    |                    |
| 13                | 9 dicembre         | at Arizona Cardinals   | V 20–10            | 6–6                | Sun Devil Stadium          | Recap              |                    |                    |
| 14                | 16 dicembre        | Philadelphia Eagles    | S 6–20             | 6–7                | FedExField                 | Recap              |                    |                    |
| 15                | 23 dicembre        | Chicago Bears          | S 15–20            | 6–8                | FedExField                 | Recap              |                    |                    |
| 16                | 30 dicembre        | at New Orleans Saints  | V 40–10            | 7–8                | Louisiana Superdome        | Recap              |                    |                    |
| 17                | 6 gennaio          | Arizona Cardinals      | V 20–17            | 8–8                | FedExField                 | Recap              |                    |                    |

## Classifiche
| NFC East                |    |    |   |      |     |     |     |
|                         | V  | S  | P | %    | PF  | PS  | STR |
| (3) Philadelphia Eagles | 11 | 5  | 0 | .688 | 343 | 208 | V2  |
| Washington Redskins     | 8  | 8  | 0 | .500 | 256 | 303 | V2  |
| New York Giants         | 7  | 9  | 0 | .438 | 294 | 321 | S2  |
| Arizona Cardinals       | 7  | 9  | 0 | .438 | 295 | 343 | S1  |
| Dallas Cowboys          | 5  | 11 | 0 | .313 | 246 | 338 | S1  |